# Ивамото, Акико
Акико Ивамото (яп. 岩本 亜希子; род. 25 сентября 1978, Сува, Нагано) — японская гребчиха, выступавшая за сборную Японии по академической гребле в 1996—2012 годах. Обладательница пяти серебряных медалей Азиатских игр, чемпионка многих регат национального значения, участница четырёх летних Олимпийских игр.

## Биография
Акико Ивамото родилась 25 сентября 1978 года в городе Сува префектуры Нагано, Япония.
Училась в Университете Васэда и в Японском университете спортивной науки. Представляла клубы компаний Tohmonteiyukai и Iris Ohyama.
Дебютировала на международной арене в сезоне 1996 года, выступив в парных четвёрках на чемпионате мира среди юниоров в Глазго.
Первого серьёзного успеха на взрослом международном уровне добилась в сезоне 1998 года, когда вошла в основной состав японской национальной сборной и побывала на Азиатских играх в Бангкоке, откуда привезла две награды серебряного достоинства, выигранные лёгких парных двойках и четвёрках.
В 1999 году в лёгких одиночках стала одиннадцатой на взрослом чемпионате мира в Сент-Катаринсе.
В 2000 году в лёгких парных двойках показала 12 результат на этапе Кубка мира в Люцерне, в лёгких парных четвёрках закрыла десятку сильнейших на мировом первенстве в Загребе. Благодаря череде удачных выступлений удостоилась права защищать честь страны на летних Олимпийских играх в Сиднее — в программе двоек парных лёгкого веса вместе с напарницей Аяко Ёсидой сумела квалифицироваться лишь в утешительный финал C и расположилась в итоговом протоколе соревнований на 14 строке.
В 2001 году в лёгких парных двойках была десятой на этапе Кубка мира в Мюнхене и на чемпионате мира в Люцерне.
На Азиатских играх 2002 года в Пусане завоевала серебряную медаль в обычных парных двойках.
В 2003 году стартовала на двух этапах Кубка мира и на мировом первенстве в Милане, где в зачёте лёгких одиночек заняла итоговое 19 место.
Находясь в числе лидеров гребной команды Японии, благополучно прошла отбор на Олимпийские игры 2004 года в Афинах — на сей раз совместно с Кахори Утиямой расположилась в итоговом протоколе на 13 позиции.
В 2005 году стала девятой в парных четвёрках на домашнем чемпионате мира в Гифу.
На Азиатских играх 2006 года в Дохе стала серебряной призёркой в лёгких парных двойках, также показала 15 результат на мировом первенстве в Итоне.
В 2007 году в лёгких парных двойках заняла 17 место на этапе Кубка мира в Люцерне и девятое место на чемпионате мира в Мюнхене.
На Олимпийских играх 2008 года в Пекине в зачёте двоек парных лёгкого веса вместе с Мисаки Кумакурой стала девятой.
После пекинской Олимпиады Ивамото осталась в составе японской национальной сборной на ещё один олимпийский цикл и продолжила принимать участие в крупнейших международных регатах. Так, в 2009 году в лёгких одиночках она выступила на двух этапах Кубка мира и на мировом первенстве в Познани, где заняла итоговое 13 место.
В 2010 году побывала на Азиатских играх в Гуанчжоу, откуда привезла награду серебряного достоинства, выигранную в лёгких парных двойках — в решающем финальном заезде пропустила вперёд только экипаж из Китая. Также поучаствовала в трёх этапах Кубка мира, стартовала на чемпионате мира в Карапиро, где в лёгких парных двойках заняла 14 место.
В 2011 году участвовала в двух этапах Кубка мира, на мировом первенстве в Бледе в лёгких одиночках закрыла десятку сильнейших.
Благодаря удачному выступлению на Азиатской квалификационной регате в Чхунджу удостоилась права защищать честь страны на Олимпийских играх 2012 года в Лондоне. В программе двоек парных лёгкого веса вместе с напарницей Ацуми Фукумото сумела квалифицироваться лишь в утешительный финал В и расположилась в итоговом протоколе соревнований на 12 строке. Кроме того, в этом сезоне отметилась выступлением на чемпионате мира в Пловдиве, где была десятой в лёгких парных четвёрках.